# T-1 (trattore d'artiglieria)
Il T-1 (o anche DT-1, Direcția Tehnică 1) era un progetto per un trattore d'artiglieria, sviluppato dall'Esercito romeno durante la seconda guerra mondiale. Era ideato per trainare il cannone da 75 mm romeno. La produzione fu interrotta dopo la realizzazione di 5 prototipi, in quanto giudicata non prioritaria.

## Storia

### Sviluppo
I vertici dell'esercito del Regno di Romania ordinarono la costruzione di 1.000 trattori tra il 1944 ed il 1945 alla fabbrica di trattori agricoli Ford di Bucarest. Il veicolo ricevette la denominazione ufficiale T-1 (ovvero, Tractor 1), ma era conosciuto anche come DT-1 (Direcția Tehnică 1).
Doveva essere usato per il traino del cannone anticarro romeno da 75 mm Reșița Model 1943.

### Produzione
Il veicolo era basato sul trattore agricolo sovietico STZ-3. Furono realizzati solo 5 prototipi, poiché venne assegnata la priorità alla produzione del cacciacarri Mareșal.

## Tecnica
Il T-1 pesava 7 tonnellate, con una capacità di carico di 4 tonnellate e poteva trainare fino a 6 tonnellate. Era propulso da un motore a 4 cilindri da 75 hp, con una trasmissione a 5 rapporti. Poteva raggiungere una velocità di 32 km/h, con un rapporto potenza-peso di 10,7 hp/t.